# Juan de Herrera
Juan de Herrera (Roiz, 1530 - Madrid, 1597) fou un arquitecte, matemàtic i geòmetra càntabre. Un dels més destacats arquitectes del segle xvi i màxim exponent del Renaixement a Espanya. El seu sobri i fins i tot sever estil arquitectònic i decoratiu, anomenat «arquitectura herreriana» en el seu honor, va ser representatiu de l'Imperi Espanyol de Felip II de Castella i dels seus successors de la casa dels Àustries.
Com a figura del Renaixement, es va interessar per totes les branques del saber i va manifestar sempre un esperit aventurer i un gran afany de novetats. El seu "Discurso sobre la figura cúbica" revela els seus notables coneixements de geometria i matemàtiques. I la seva participació en algunes de les campanyes militars de l'emperador Carles V (a Alemanya, Flandes i Itàlia) parlen del seu tarannà inquiet.
El 1548 visità Itàlia, Alemanya i Flandes amb el seguici del príncep Felip II de Castella. El 1553 tornà a la península Itàlica i participà en la campanya de Flandes amb els exèrcits de Carles V, a qui acompanyà al seu retir de Yuste. El 1562 traçà les figures del "Libro del saber de astronomía".
Fou enterrat, per voluntat pròpia, a l'església de San Juan Bautista de Maliaño (Camargo, Cantàbria).

## Biografia
Herrera comença a l'arquitectura el 1561 amb les obres del Palau Reial d'Aranjuez a la localitat madrilenya d'Aranjuez.
El 1563 comença a col·laborar amb Joan Baptista de Toledo en la construcció del monestir de Sant Llorenç de l'Escorial. Quan el 1567 mor Baptista de Toledo succeeix aquest en la direcció de les obres. Herrera modifica els plànols, ampliant-los i canviant l'ornamentació de l'interior de l'església i la traça de la façana, fent un edifici singular que crida l'atenció per la seva austeritat. Basa el disseny en l'horitzontalitat, la uniformitat compositiva i una sòbria decoració.
Construeix a l'Escorial la monumental façana occidental, la gran basílica de planta centralitzada i el templet del pati dels Evangelistes. A més, canvia les tècniques constructives i modifica les cobertes. Destaca el mestratge amb què realitza les voltes planes de l'estructura. Posa la darrera pedra de l'edifici el 1584. Del mateix període és l'Arxiu General de Simancas (Valladolid).
A la vegada que dirigeix les obres de l'Escorial, realitza diferents projectes per la geografia espanyola com la façana sud de l'Alcázar de Toledo (1571-1585), la Llotja de Sevilla (1583) o la Casa de la Moneda de Segòvia (1583) .
El seu nomenament per Felip II com a Inspector de Monuments de la Corona li obre les portes a nous projectes arquitectònics, entre els quals destaca la catedral de la Mare de Déu de l'Assumpció de Valladolid (1589), obra de gran envergadura, amb una estructura d'enorme complexitat, que va quedar inconclusa, però que va servir d'exemple per a les catedrals de Mèxic i de Lima.
Des dels importants llocs que va ocupar, és de suposar que Herrera va ser almenys un dels redactors de les Ordenances de Felip II,3 publicades el 3 de maig de 1576 a Sant Llorenç de l'Escorial, que van regir la immensa tasca de creació de noves ciutats a les Índies Occidentals.

## Llista d'obres de Juan de Herrera
| Any       | Nom                                                                                        | Ubicació                   | Descripció                                                                                   | Foto exterior | Foto interior |
| --------- | ------------------------------------------------------------------------------------------ | -------------------------- | -------------------------------------------------------------------------------------------- | ------------- | ------------- |
| 1561-1585 | Participació en les obres del Palau d'Aranjuez Jardines del Rey, de la Isla i del Picotajo | Aranjuez                   | Fins al 1567, sota la direcció de Juan Bautista de Toledo; els jardins, a partir de 1577     |               |               |
| 1563-1584 | Monestir d'El Escorial                                                                     | San Lorenzo de El Escorial | Fins al 1567, sota la direcció de Juan Bautista de Toledo; des de 1572, arquitecte principal |               |               |
| 1563      | Palau d'El Quexigal                                                                        | Cebreros                   | Desaparegut, en bona part, arreu d'un incendi el 1956                                        |               |               |
| 1571-1585 | Façana meridional de l'Alcàsser                                                            | Toledo                     |                                                                                              |               |               |
| 1575-     | Ajuntament                                                                                 | Toledo                     | Fins al 1567, sota la direcció de Juan Bautista de Toledo; des de 1572, arquitecte principal |               |               |
| 1582-1584 | Pont de Segòvia                                                                            | Madrid                     |                                                                                              |               |               |
| 1583      | Reconstrucció del castell                                                                  | Villaviciosa de Odón       | Construcció de la torre quadrada                                                             |               |               |
| 1583-1597 | Llotja de contractació (avui Arxiu General d'Índies)                                       | Sevilla                    |                                                                                              |               |               |
| 1589-     | Catedral de la Mare de Déu de l'Assumpció                                                  | Valladolid                 | Inacabada                                                                                    |               |               |
| 1589      | Real Aposento                                                                              | Torrelodones               | Desaparegut durant el segle xx; sobre els fonaments es construí un habitatge nou el 1965     |               |               |
| 1590-     | Església de São Vicente de Fora                                                            | Lisboa (Portugal)          | Projecte general, executat sota les ordres de Filippo Terzi                                  |               |               |